# سيتي زيني
سيتي زيني هي فرقة بوب لاتفية مثلت لاتفيا في مسابقة الأغنية الأوروبية لعام 2022.

## روابط خارجية
- سيتي زيني على موقع ميوزك برينز (الإنجليزية)
- سيتي زيني على موقع ديسكوغز (الإنجليزية)